# Вукашин Цонић
Вукашин Цонић (Брод, 2. октобар 1935 - Земун, 7. јун 1980) био је српски књижевник и правник, председник Књижевног клуба Глубочица.

## Биографија
Рођен је у бродској махали Белчине у сиромашној печалбарској породици. Основну школу завршио је у Броду, гимназију у Власотинцу, а Правни факултет у Београду. 
Радио је у Скупштини општине Лесковац и Привредној комори у Лесковцу. 
Књижевношћу је почео да се бави још као гимназијалац. Писао је за Власину, као студент за Рад, Студент и Видике, а као војник за Гардисту. По доласку у Лесковац писао је кратке приче за Нашу реч, сарајевско Ослобођење, часописе Наше стварање, Кораци, Багдала и Живот. На конкурсу Радио Сарајева трећом наградом су награђене његове драме Заточеник и Стена.
Објавио је хронику Далеки бели путеви 1969. године, књигу прича Укус земље 1971. и роман Пре зоре. 
Преминуо је у Земунској болници, оставивши у рукопису више прича, песама и романе Благо у Румендолу и Пре зоре који је постхумно објављен.